# Marion Treupel-Franck
Marion Treupel-Franck (* 1969 in München) ist eine deutsche Flötistin und Musikpädagogin. Sie ist vor allem im Bereich der historischen Aufführungspraxis mit Traversflöte tätig.

## Leben und Wirken
Marion Treupel-Franck studierte Querflöte am Mozarteum Salzburg sowie an dessen Standort in Innsbruck und an der Musikhochschule Wien. Am Koninklijk Konservatorium Brüssel spezialisierte sie sich bei Barthold Kuijken auf die Traversflöte. 1995 und 1997 war sie Stipendiatin der Villa Musica in Mainz. Ihr Studium schloss sie 1998 in Brüssel mit dem Solistendiplom ab.
Konzertreisen mit Barockensembles und -orchestern unternahm sie durch Europa, nach Mittelamerika, Südafrika und Japan. Unter anderem gastierte sie bei Konzertreihen für Alte Musik im Concertgebouw Amsterdam, bei den Innsbrucker Festwochen der Alten Musik, der Bachwoche Ansbach, beim Bachfest Leipzig, bei den Tagen Alter Musik Herne, beim Fränkischen Musiksommer, beim Musiksommer Loisachtal, bei den Bruchsaler Schlosskonzerten, beim Herrenchiemsee Festival, beim Festival Radovljica sowie bei den Bachfestivals in Riga und Katowice. Sie arbeitete dabei mit Ensembles zusammen wie Phoenix Munich, Neue Hofkapelle München, Concerto München, Bach Collegium Japan (unter der Leitung von Masaaki Suzuki), Hassler-Consort, Ensemble Currende, Ensemble Prisma Wien, Ensemble nuovo aspetto, Streicherakademie Bozen und La Banda Augsburg. 
Im Jahr 2000 gründete sie das Festival Alte Musik in Kloster Schlehdorf. 2006 hatte sie die künstlerische Leitung des Internationalen Festivals der Renaissancemusik im Münchner Gasteig inne.
Treupel-Franck lehrte seit 2001 als Dozentin am Richard-Strauss-Konservatorium. Nach Integration dieser Institution in die Hochschule für Musik und Theater München lehrt sie dort seit 2008 Traversflöte innerhalb des Instituts für Historische Aufführungspraxis. 2024 wurde sie an der HMTM zur Honorarprofessorin ernannt. 2016 erhielt sie zudem einen Lehrauftrag an der Hochschule für katholische Kirchenmusik Regensburg. Darüber hinaus gibt sie weltweit Meisterkurse, zum Beispiel am Mozarteum Salzburg, an der Universität Kapstadt, der Universität Pretoria oder am Conservatorio Nacional de Música „German Alcanta“ in Guatemala und der University of Arts in Kyoto.

## Privates
Marion Treupel-Franck lebt mit ihrem Mann, einem Internisten, und ihren zwei Kindern in Riemerling bei München.

## Diskografie (Auswahl)
- Musik am Hof von Versailles – Les Tendres Badinages. Mit Siri K. Thornhill, Sopran (Conventus Musicus; 1999)
- M.P.de Montéclair – Six Concerts à deux flutes traversières sans basses. Mit Marie Céline Labbé (Ramée; 2011)
- Abbandonata. Werke der italienischen Barockmusik. Mit dem Ensemble Cosi facciamo (mucavi records; 2011)
- Fürchte Dich Nicht! – Bass-Arien von J.S. Bach mit Christian Hilz, Bariton; Capella Hilaria, (Ars Produktion; 2013)
- P.D. Philidor - Fil d’argent, fil d‘or. Suiten für zwei Traversflöten (Ramée; 2013)
- Jean-Nicolas Savary. The Stradivari of the Basson, Werke von Tamplini, Beethoven, Reicha, Rossini. Mit Lyndon Watts, Fagott; Edoardo Torbianelli, Hammerflügel (Panclassics; 2013)
- Voice of the Soul. Flute Music by Jean Daniel Braun. Mit Sergio Azzolini, Fagott; Francesco Galligioni, Violoncello/Viola da gamba;  Axel Wolf, Laute (Sony Music; 2017)